# Mein liebster Jesus ist verloren
Mein liebster Jesus ist verloren (in tedesco, "Il mio amato Gesù è perduto") BWV 154 è una cantata di Johann Sebastian Bach.

## Storia
La cantata Mein liebster Jesus ist verloren venne composta da Bach a Lipsia nel 1724 e fu eseguita per la prima volta il 9 gennaio dello stesso anno in occasione della prima domenica dopo l'epifania. Il libretto è tratto da una poesia di Martin Jahn per il terzo movimento, dal vangelo secondo Luca, capitolo 2 versetto 49, per il quinto e da testi di autori sconosciuti per i rimanenti.
La composizione fa parte della prima raccolta di cantate natalizie eseguite a Lipsia nel 1724 (le altre sono Christen, ätzet diesen Tag BWV 63, composta a Weimar, Darzu ist erschienen der Sohn Gottes BWV 40, Sehet, welch eine Liebe hat uns der Vater erzeiget BWV 64, Singet dem Herrn ein neues Lied BWV 190 e Sie werden aus Saba alle kommen BWV 64).
Il tema musicale deriva dagli inni Werde munter, mein Gemüthe, del compositore Johann Schop, pubblicato nel 1642, e Meinen Jesum laß ich nicht, di Andreas Hammerschmidt, pubblicato nel 1658.

## Struttura
La cantata è composta per contralto solista, tenore solista, basso solista, coro, oboe I e II, oboe d'amore I e II, violino I e II, viola e basso continuo ed è suddivisa in otto movimenti:
1. Aria: Mein liebster Jesus ist verloren, per tenore, archi e continuo.
2. Recitativo: Wo treff' ich meinen Jesum an, per tenore e continuo.
3. Corale: Jesu, mein Hort und Erretter, per tutti.
4. Aria: Jesu, lass dich finden, per contralto, oboi, archi e continuo.
5. Arioso: Wisset ihr nicht, per basso e continuo.
6. Recitativo: Dies ist die Stimme meines Freundes, per tenore e continuo.
7. Aria: Wohl mir, Jesus ist gefunden, per contralto, tenore, oboi, archi e continuo.
8. Corale: Meinen Jesum lass' ich nicht, per tutti.